# Загребська броварня
Загребська броварня (хорв. Zagrebačka pivovara) — найбільше за обсягами виробництва пивоварне підприємство Хорватії. Розташоване у столиці країни Загребі, належать до активів міжнародної пивоварної корпорації StarBev.

## Історія

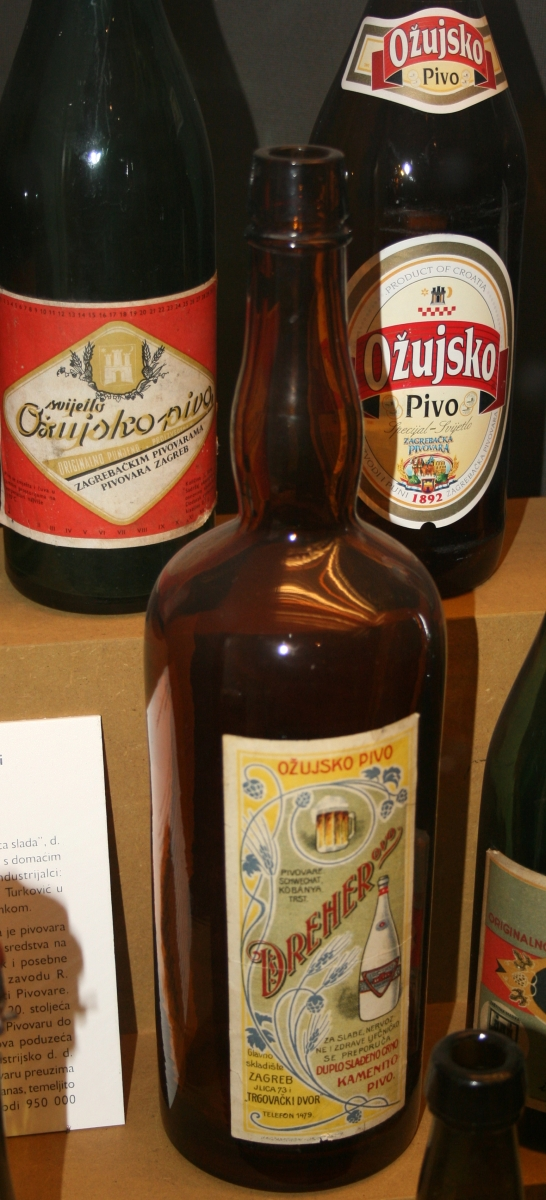
Пляшки пива Ožujsko в міському музеї

Загребську броварню було засновано 1892 року. На той час у місті вже працювало декілька пивоварних підприємств, однак вони не були здатні задовольнити постійно зростаючий попит мешканців Загреба, і нова броварня відразу знайшла своїх прихільників. Приміщення броварні стало однією з перших електрифікованих будівель Загреба.
Важливою віхою новітньої історії підприємства стало придбання її активів міжнародною пивоварною корпорацією бельгійського походження Interbrew, яке відбулося 1994 року. Згодом, після низки злиттів і поглинань, усі активи Interbrew увійшли до складу міжнародного пивоварного гіганта Anheuser-Busch InBev. У грудні 2009 року пивоварні активи Anheuser-Busch InBev у країнах центральної Європи, включаючи Хорватію, придбав інвестиційний фонд CVC Capital Partners. На сьогодні Загребська броварня належить створеній цим фондом управлінській корпорації StarBev.

## Асортимент продукції
Основу продуктового портфелю броварні складає пиво торговельної марки Ožujsko, яке є найбільш продаваним пивом у Хорватії і асортимент якого включає наступні сорти:
- Ožujsko Pivo — світлий лагер з вмістом алкоголю 5 % та густиною 11,0 %;
- Ožujsko Pšenično — пшеничне пиво з додаванням коріандру, вмістом алкоголю 5 % та густиною 11,5 %;
- Ožujsko Cool — безалкогольне світле пиво (вміст алкоголю до 0,5 %, густина 6,5 %);
- Ožujsko Limun — радлер, світле пиво з додаванням соку лимону (вміст алкоголю 2 %);

Також броварня є виробником темного пива Tomislav, єдиного пива, що промислово виробляється у Хорватії із застосуванням обсмаженого солоду. Маючи вміст алкоголю на рівні 7,3 % та густину 18 %, цей сорт є найміцнішим та найщільнішим пивом Хорватії.
Крім цього до асортименту броварні входить сезонний сорт Božićno Pivo, який виробляється лише взимку, зазвичай до різдвяних свят, та відзначається підвищеним вмістом алкоголю (6,1 %), який досягається за рахунок додаткової ферментації.